# هوکن لی
هُوکن استین لی، (نروژی: Haakon Steen Lie)، زادهٔ ۲۲ سپتامبر ۱۹۰۵م، در اسلو؛ و درگذشته به تاریخ ۲۵ مه ۲۰۰۹م، در سن ۱۰۳ سالگی در همان شهر، یکی از مهمترین سازمان دهندگان و سیاستمداران نروژی در قرن بیستم میلادی بود. وی بیشتر به خاطر قدمت عضویت، در هیئت دبیران حزب کارگر نروژ شناخته می‌شود.

## پیشینه
هُوکن لی، در یک محله کارگری در یک ایستگاه آتش‌نشانی در کریستیانیا به دنیا آمد و در محیطی کارگری در شرق پایتخت نروژ، بزرگ شد. در سال ۱۹۲۱م، وی رسماً به عضویت حزب کارگر نروژ درآمد. در دوران جوانی، وی در صف فراکسیون تندروی حزب کارگر نروژ، از جمله با رهبری مارتین ترانمل و اینار گارهاردسن، قرار داشت. بعد از انصراف از ادامه تحصیلات حقوق، در دانشگاه اسلو، در سال ۱۹۲۷م، وی مدرسه دولتی جنگلبانی در کونگسبرگ را با نمرات عالی به پایان برد. با این حال برنامه‌های وی برای ادامه فعالیت در رشته کشاورزی، به علت شیوع بیماری سل در نروژ، ناکام ماند. در عوض در سال ۱۹۲۹م، هُوکن لی، به استخدام حزب کارگر نروژ درآمد و در دفتر حزب، به عنوان منشی مشغول به کار شد.

هُوکن لی، همچنین در سازماندهی و ساخت تشکیلات حزب کارگر نروژ، در طول دهه‌های ۱۹۲۰ و ۱۹۳۰م، مشارکت مهمی داشت. وی، در طول جنگ جهانی دوم، برای استقلال نروژ، هم در داخل و هم در خارج کشور مبارزه کرد. در دوران پس از پایان جنگ، هُوکن لی، از حامیان سرسخت عضویت نروژ در پیمان نظامی ناتو بود. وی همچنین از جمله هواداران تشکیل دولت اسرائیل؛ و نیز یکی از حمایت کنندگان جنگ ویتنام بود.

هُوکن لی، یکی از جنجالی‌ترین سیاستمداران نروژ، در دوران پس از جنگ جهانی دوم بود. با این حال، به دنبال پایان دوران جنگ سرد، تا حد زیادی این جنجال فرو نشست؛ و نقش هُوکن لی، به عنوان یک سیاستمدار حزبی کمرنگ شد و چهره ای ملی از وی شکل گرفت.

هُوکن لی، در سال ۱۹۰۵م، یعنی درست در پس پیروزی مبارزات خروج نروژ، از وابستگی به سوئد و استقلال کشور، به دنیا آمد. وی به صورتی فعال در ۳ نزاع بزرگ قرن بیستم میلادی شرکت داشت. اول در مبارزات طبقاتی ملی نروژ، در دوران بین دو جنگ جهانی، دوم، مبارزه برای احیاء استقلال ملی نروژ، در طول سالهای جنگ جهانی دوم؛ و در نهایت ۵ دهه مبارزه در طول سالهای جنگ سرد بین دو اردوگاه جهانی.
با چنین پشتوانه ای و به عنوان شاهد مستقیم رویدادهای مهم ملی و بین‌المللی، در دوره سالهای بین ۱۹۲۳ تا ۱۹۶۹م، هُوکن لی، دارای موقعیت منحصر به فردی بود. وی با در میان نهادن دانسته‌ها و تجارب خود، به نگارش تاریخ قرن بیستم میلادی در نروژ، یاری شایانی کرده‌است.